# Copa da Polônia de Voleibol Masculino de 2023–24
A Copa da Polônia de Voleibol Masculino de 2023–24, oficialmente Tauron Puchar Polski Mężczyzn 2023–24 por questão de patrocínio, foi 67.ª edição desta competição organizada pela Federação Polonesa de Voleibol (PZPS) e pela Liga Polonesa de Voleibol (PLS). O torneio ocorreu de 18 de outubro de 2023 e estendeu-se até o dia 3 de março de 2024, com um total de 28 equipes participantes.
As semifinais e a final foram realizadas nos dias 2 e 3 de março, na Tauron Arena, localizada na cidade de Cracóvia, e a equipe do Aluron CMC Warta Zawiercie, em sua primeira aparição em finais de copa, conquistou o inédito título da Copa da Polônia ao derrotar o Jastrzębski Węgiel por 3 sets a 1. O central polonês Miłosz Zniszczoł foi eleito o melhor jogador da competição.

## Regulamento
Participaram da Copa da Polônia, 28 equipes da PlusLiga, I Liga, II Liga e ligas provinciais.
A competição consistiu na fase preliminar, composta por quatro rodadas preliminares, e na fase final, composta por quartas de final, semifinais e final. Equipes da I e II ligas e ligas provinciais participaram das rodadas preliminares. Nas quartas de final, as seis melhores equipes da PlusLiga de 2023–24 entraram na competição após o término do primeiro turno.

## Equipes participantes
| PlusLiga                   | I Liga                         | II Liga                | Liga provinciais          |
| -------------------------- | ------------------------------ | ---------------------- | ------------------------- |
| Aluron CMC Warta Zawiercie | BAS Białystok                  | CM Soleus KS Rudziniec | UKS ŻAK Krzeszyce         |
| Asseco Resovia Rzeszów     | BBTS Bielsko-Biała             | CUK Anioły Toruń       | ProNutiva SKK Belsk Duży  |
| Bogdanka LUK Lublin        | Bogdanka Arka Chełm            | Krispol Września       | LKS Olimpia Włodowice     |
| Jastrzębski Węgiel         | Gwardia Wrocław                | SMS PZPS Spała II      | Fair Play Końskie         |
| Projekt Warszawa           | MCKiS Jaworzno                 | SPS Konspol Słupca     | Volley kost-pol.pl Wieleń |
| Trefl Gdańsk               | MKS Będzin                     | Trefl Gdańsk II        |                           |
|                            |                                |                        |                           |
| MKS AVIA Świdnik           | UKS Sparta Grodzisk Mazowiecki |                        |                           |
| SMS PZPS Spała             | UKS VT Alukoncept Bobrowniki   |                        |                           |
|                            | Volley Team Żychlin            |                        |                           |

## Fase preliminar
- Todas as partidas seguem o horário local.

### 1ª rodada
| Data   | Hora  |                              | Placar |                                | Set 1 | Set 2 | Set 3 | Set 4 | Set 5 | Total  | Relatório |
| ------ | ----- | ---------------------------- | ------ | ------------------------------ | ----- | ----- | ----- | ----- | ----- | ------ | --------- |
| 18 out | 16:00 | Trefl Gdańsk II              | 2–3    | CUK Anioły Toruń               | 12–25 | 25–23 | 22–25 | 25–22 | 13–15 | 97–110 | Resultado |
| 18 out | 18:00 | UKS ŻAK Krzeszyce            | 0–3    | SPS Konspol Słupca             | 19–25 | 21–25 | 20–25 |       |       | 60–75  | Resultado |
| 18 out | 18:30 | Fair Play Końskie            | 0–3    | SMS PZPS Spała II              | 19–25 | 14–25 | 13–25 |       |       | 46–75  | Resultado |
| 18 out | 18:30 | UKS VT Alukoncept Bobrowniki | 2–3    | BBTS Bielsko-Biała             | 15–25 | 28–26 | 25–23 | 18–25 | 13–15 | 99–114 | Resultado |
| 18 out | 19:00 | Volley kost-pol.pl Wieleń    | 0–3    | KRISHOME Września              | 21–25 | 15–25 | 21–25 |       |       | 57–75  | Resultado |
| 18 out | 19:00 | Volley Team Żychlin          | 0–3    | UKS Sparta Grodzisk Mazowiecki | 25–27 | 23–25 | 23–25 |       |       | 71–77  | Resultado |
| 18 out | 19:30 | LKS Olimpia Włodowice        | 0–3    | CM Soleus KS Rudziniec         | 15–25 | 11–25 | 13–25 |       |       | 39–75  | Resultado |

### 2ª rodada
| Data   | Hora  |                                | Placar |                     | Set 1 | Set 2 | Set 3 | Set 4 | Set 5 | Total  | Relatório    |
| ------ | ----- | ------------------------------ | ------ | ------------------- | ----- | ----- | ----- | ----- | ----- | ------ | ------------ |
| 20 out | 17:00 | SMS PZPS Spała II              | 0–3    | Bogdanka Arka Chełm | 14–25 | 24–26 | 14–25 |       |       | 52–76  | Resultado    |
| 22 nov | 18:00 | MKS AVIA Świdnik               | 3–1    | BBTS Bielsko-Biała  | 25–19 | 23–25 | 25–12 | 25–15 |       | 98–71  | Resultado    |
| 22 nov | 19:00 | CM Soleus KS Rudziniec         | 3–2    | MCKiS Jaworzno      | 20–25 | 25–9  | 25–17 | 26–28 | 15–6  | 111–85 | Resultado    |
| 22 nov | 19:00 | CUK Anioły Toruń               | 3–0    | BAS Białystok       | 25–19 | 25–17 | 25–18 |       |       | 75–54  | Resultado    |
| 22 nov | 19:30 | SPS Konspol Słupca             | 3–1    | Gwardia Wrocław     | 25–21 | 25–20 | 11–25 | 27–25 |       | 88–91  | [ Resultado] |
| 22 nov | 20:00 | ProNutiva SKK Belsk Duży       | 0–3    | MKS Będzin          | 23–25 | 18–25 | 17–25 |       |       | 58–75  | Resultado    |
| 22 nov | 20:00 | UKS Sparta Grodzisk Mazowiecki | 3–1    | SMS PZPS Spała      | 23–25 | 25–16 | 25–23 | 26–24 |       | 99–88  | Resultado    |

### 3ª rodada
| Data   | Hora  |                        | Placar |                                | Set 1 | Set 2 | Set 3 | Set 4 | Set 5 | Total   | Relatório |
| ------ | ----- | ---------------------- | ------ | ------------------------------ | ----- | ----- | ----- | ----- | ----- | ------- | --------- |
| 18 dez | 18:00 | Bogdanka Arka Chełm    | 3–0    | MKS AVIA Świdnik               | 25–17 | 25–20 | 26–24 |       |       | 76–61   | Resultado |
| 20 dez | 18:00 | CUK Anioły Toruń       | 3–2    | UKS Sparta Grodzisk Mazowiecki | 24–26 | 21–25 | 25–23 | 25–19 | 15–12 | 110–105 | Resultado |
| 20 dez | 19:00 | CM Soleus KS Rudziniec | 3–2    | MKS Będzin                     | 19–25 | 28–30 | 26–24 | 25–19 | 15–13 | 113–111 | Resultado |
| 20 dez | 19:30 | SPS Konspol Słupca     | 3–1    | KRISHOME Września              | 25–21 | 25–23 | 19–25 | 33–31 |       | 102–100 | Resultado |

### 4ª rodada
| Data   | Hora  |                        | Placar |                     | Set 1 | Set 2 | Set 3 | Set 4 | Set 5 | Total | Relatório |
| ------ | ----- | ---------------------- | ------ | ------------------- | ----- | ----- | ----- | ----- | ----- | ----- | --------- |
| 10 jan | 19:00 | CM Soleus KS Rudziniec | 3–0    | SPS Konspol Słupca  | 27–25 | 25–22 | 25–10 |       |       | 77–57 | Resultado |
| 10 jan | 19:00 | CUK Anioły Toruń       | 3–1    | Bogdanka Arka Chełm | 25–23 | 17–25 | 25–18 | 25–18 |       | 92–84 | Resultado |

## Fase final
|  | Quartas de final                   | Quartas de final           |                       |   | Semifinais | Semifinais |  |  | Final | Final |
|  |                                    |                            |                       |   |            |            |  |  |       |       |
|  | 14 de fevereiro – Jastrzębie-Zdrój |                            |                       |   |            |            |  |  |       |       |
|  |                                    |                            |                       |   |            |            |  |  |       |       |
|  | Jastrzębski Węgiel                 | 3                          |                       |   |            |            |  |  |       |       |
|  | Jastrzębski Węgiel                 | 3                          | 2 de março – Cracóvia |   |            |            |  |  |       |       |
|  | Trefl Gdańsk                       | 0                          |                       |   |            |            |  |  |       |       |
|  | Trefl Gdańsk                       | 0                          | Jastrzębski Węgiel    | 3 |            |            |  |  |       |       |
|  | 13 de fevereiro – Rzeszów          |                            | Jastrzębski Węgiel    | 3 |            |            |  |  |       |       |
|  |                                    | Bogdanka LUK Lublin        | 0                     |   |            |            |  |  |       |       |
|  | Asseco Resovia Rzeszów             | Bogdanka LUK Lublin        | 0                     | 1 |            |            |  |  |       |       |
|  | Asseco Resovia Rzeszów             |                            | 3 de março – Cracóvia | 1 |            |            |  |  |       |       |
|  | Bogdanka LUK Lublin                | 3                          |                       |   |            |            |  |  |       |       |
|  | Bogdanka LUK Lublin                | 3                          | Jastrzębski Węgiel    | 1 |            |            |  |  |       |       |
|  | 13 de fevereiro – Gliwice          |                            | Jastrzębski Węgiel    | 1 |            |            |  |  |       |       |
|  |                                    | Aluron CMC Warta Zawiercie | 3                     |   |            |            |  |  |       |       |
|  | CUK Anioły Toruń                   | Aluron CMC Warta Zawiercie | 3                     | 0 |            |            |  |  |       |       |
|  | CUK Anioły Toruń                   | 2 de março – Cracóvia      |                       | 0 |            |            |  |  |       |       |
|  | Projekt Warszawa                   | 3                          |                       |   |            |            |  |  |       |       |
|  | Projekt Warszawa                   | 3                          | Projekt Warszawa      | 0 |            |            |  |  |       |       |
|  | 14 de fevereiro – Toruń            |                            | Projekt Warszawa      | 0 |            |            |  |  |       |       |
|  |                                    | Aluron CMC Warta Zawiercie | 3                     |   |            |            |  |  |       |       |
|  | CM Soleus KS Rudziniec             | Aluron CMC Warta Zawiercie | 3                     | 1 |            |            |  |  |       |       |
|  | CM Soleus KS Rudziniec             |                            |                       | 1 |            |            |  |  |       |       |
|  | Aluron CMC Warta Zawiercie         | 3                          |                       |   |            |            |  |  |       |       |
|  | Aluron CMC Warta Zawiercie         | 3                          |                       |   |            |            |  |  |       |       |

- Todas as partidas seguem o horário local.

### Quartas de final
| Data   | Hora  |                        | Placar |                            | Set 1 | Set 2 | Set 3 | Set 4 | Set 5 | Total | Relatório |
| ------ | ----- | ---------------------- | ------ | -------------------------- | ----- | ----- | ----- | ----- | ----- | ----- | --------- |
| 13 fev | 17:30 | CUK Anioły Toruń       | 0–3    | Projekt Warszawa           | 14–25 | 18–25 | 12–25 |       |       | 44–75 | Resultado |
| 13 fev | 20:30 | Asseco Resovia Rzeszów | 1–3    | Bogdanka LUK Lublin        | 22–25 | 23–25 | 25–14 | 19–25 |       | 89–89 | Resultado |
| 14 fev | 17:30 | Jastrzębski Węgiel     | 3–0    | Trefl Gdańsk               | 25–20 | 25–20 | 25–21 |       |       | 75–61 | Resultado |
| 14 fev | 20:30 | CM Soleus KS Rudziniec | 1–3    | Aluron CMC Warta Zawiercie | 15–25 | 26–24 | 16–25 | 15–25 |       | 72–99 | Resultado |

### Semifinais
| Data  | Hora  |                    | Placar |                            | Set 1 | Set 2 | Set 3 | Set 4 | Set 5 | Total | Relatório |
| ----- | ----- | ------------------ | ------ | -------------------------- | ----- | ----- | ----- | ----- | ----- | ----- | --------- |
| 2 mar | 14:45 | Jastrzębski Węgiel | 3–0    | Bogdanka LUK Lublin        | 25–21 | 25–23 | 25–18 |       |       | 75–62 | Resultado |
| 2 mar | 18:00 | Projekt Warszawa   | 0–3    | Aluron CMC Warta Zawiercie | 18–25 | 24–26 | 27–29 |       |       | 69–80 | Resultado |

### Final
| Data  | Hora  |                    | Placar |                            | Set 1 | Set 2 | Set 3 | Set 4 | Set 5 | Total | Relatório |
| ----- | ----- | ------------------ | ------ | -------------------------- | ----- | ----- | ----- | ----- | ----- | ----- | --------- |
| 3 mar | 14:45 | Jastrzębski Węgiel | 1–3    | Aluron CMC Warta Zawiercie | 22–25 | 25–20 | 21–25 | 20–25 |       | 88–95 | Resultado |

## Classificação final
| Posição          | Equipe                     |
| ---------------- | -------------------------- |
| Medalha de ouro  | Aluron CMC Warta Zawiercie |
| Medalha de prata | Jastrzębski Węgiel         |
| Semifinalistas   | Bogdanka LUK Lublin        |
| Semifinalistas   | Projekt Warszawa           |

| Copa da Polônia de 2023–24                      |
| ----------------------------------------------- |
| Campeão Aluron CMC Warta Zawiercie (1.º título) |

| Elenco |
| --- |
| Bartosz Kwolek, Luke Perry, Miłosz Zniszczoł, Mariusz Schamlewski, Szymon Gregorowicz, Tomasz Kalembka, Daniel Gąsior, Thibault Rossard, Samuel Cooper, Miguel Tavares, Trévor Clévenot, Michał Kozłowski, Mateusz Bieniek, Karol Butryn, Michał Szalacha, Patryk Łaba |
| Técnico |
| Michał Winiarski |